# Kata Tjuṯa
Kata Tjuta, ook wel bekend als Mount Olga of the Olgas, is een rotsformatie in Centraal-Australië, in het Nationaal park Uluṟu–Kata Tjuṯa, gelegen in het Noordelijk Territorium.
Kata Tjuta betekent vele hoofden in de taal van de lokale Anangu-Aborigines. Het is een formatie van een dertigtal rotsen, waarvan de hoogste 1066 meter hoog is. Uit geologisch onderzoek is gebleken dat Kata Tjuta deel uitmaakt van een enorme ondergrondse rotsformatie, die ook Uluṟu omvat. De rotsformatie is van het type inselberg.
De kleur van Kata Tjuta varieert onder de veranderlijke lichtinval van rood tot okergeel. Dit komt door de oxidatie van het metaal in de rots, waarschijnlijk doordat het rode centrum vroeger een zee zou zijn geweest. Zonder deze oxidatie zou de rots er helemaal niet zijn doordat hij dan door de erosie zou zijn verdwenen.
Volgens de Aboriginals woont op de hoogste rots van Kata Tjuta een mythologische slang, Wanambi genaamd, in een waterhol dicht bij de top. De haren van de slang zijn de donkere lijnen op de oostkant van de rots. De wind die door de vele gaten van de rots waait is zijn adem. Als de slang erg boos is zwelt deze aan tot een orkaan.
Er zijn twee beschikbare wandelroutes. De lokale Aboriginals hebben liever niet dat je de rotsen beklimt, maar op de paden blijft. De wandelroutes zijn gesloten als het te gevaarlijk is om ze te bewandelen (te veel wind, te warm of tijdens reddingsoperaties).

panoramafoto van Kata Tjuta

## Galerij

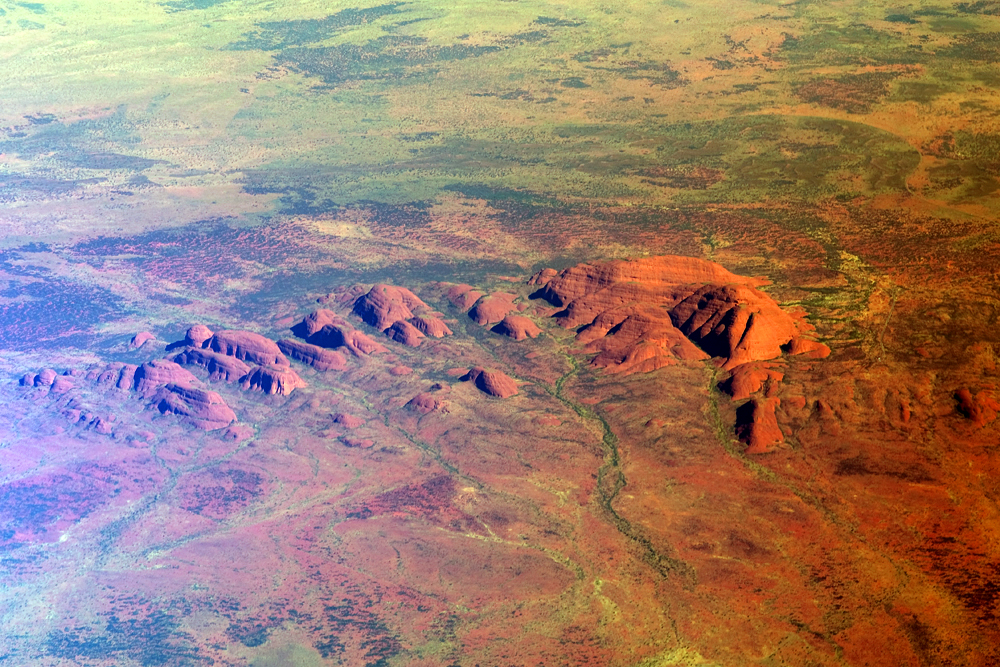
Kata Tjuta vanuit de lucht
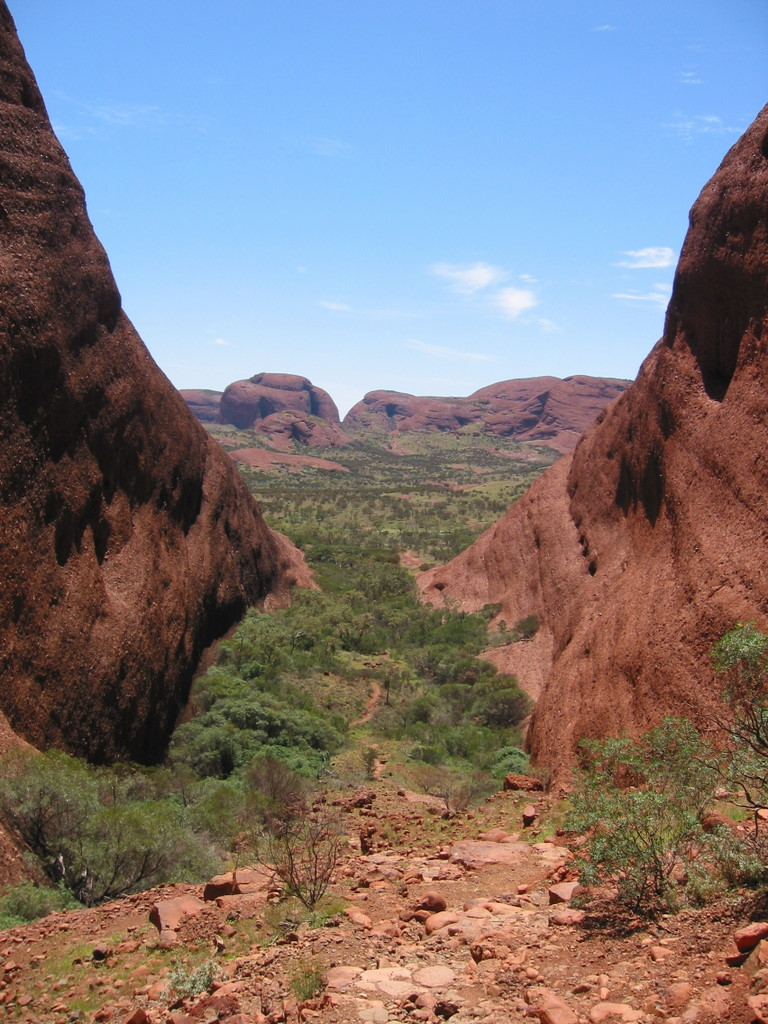
Vallei van de winden (Valley of the Winds)
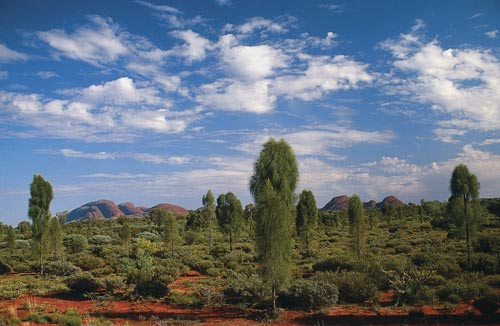
Allocasuarina decaisneanas (kurkara's) voor het bergmassief